# Glaphyra planicollis
Glaphyra planicollis là một loài bọ cánh cứng trong họ Cerambycidae.